# Cantonul Bièvres
Cantonul Bièvres este un canton din arondismentul Palaiseau, departamentul Essonne, regiunea Île-de-France, Franța.

## Comune
| Comune               | Populație (1999) | Cod poștal | Cod INSEE   |
| -------------------- | ---------------- | ---------- | ----------- |
| Bièvres              | 4.643 hab.       | 91570      | 91 3 03 064 |
| Saclay               | 3.241 hab.       | 91400      | 91 3 03 534 |
| Saint-Aubin          | 690 hab.         | 91190      | 91 3 03 538 |
| Vauhallan            | 1.985 hab.       | 91430      | 91 3 03 635 |
| Verrières-le-Buisson | 15.418 hab.      | 91370      | 91 3 03 645 |
| Villiers-le-Bâcle    | 1.204 hab.       | 91190      | 91 3 03 679 |